# Championnat de Géorgie de football 1997-1998
Navigation
Saison précédente Saison suivante
La saison 1997-1998 du Championnat de Géorgie de football était la 9e édition de la première division géorgienne. Le championnat, appelé Umaglesi Liga, regroupe les seize meilleurs clubs géorgiens au sein d'une poule unique où les équipes se rencontrent deux fois dans la saison, à domicile et à l'extérieur. En fin de saison, les 3 derniers du classement sont relégués et remplacés par les trois meilleurs clubs de deuxième division.
Le club du FC Dinamo Tbilissi, tenant du titre depuis 8 saisons, remporte à nouveau le championnat, avec 9 points d'avance sur le Dinamo Batoumi et 14 sur le Kolkheti 1913 Poti. Le Dinamo manque un 7e doublé Coupe-championnat consécutif après sa défaite en finale de la Coupe de Géorgie face au Dinamo Batoumi.

## Les 16 clubs participants
| - FC Dinamo Tbilissi - Guria Lanchkhuti - Metalurg Rustavi - Kolkheti 1913 Poti - Torpedo Koutaïssi - Dinamo Batoumi - Dinamo Zugdidi - Lokomotiv Tbilissi - Promu de Pirveli Liga | - FC Merani Tbilissi - Sioni Bolnissi - Dila Gori - FC Morkinali Tbilissi - Promu de Pirveli Liga - Samgurali Tskhaltubo - Shevardeni Tbilissi - Magaroeli Chiatura - Promu de Pirveli Liga - Margveti Zestaponi |

## Compétition

### Classement
Le barème de points servant à établir tous les classements se décompose ainsi :
- Victoire : 3 points
- Match nul : 1 point
- Défaite : 0 point

| Rang | Équipe                     | Pts | J  | G  | N | P  | Bp | Bc | Diff |
| ---- | -------------------------- | --- | -- | -- | - | -- | -- | -- | ---- |
| 1    | FC Dinamo Tbilissi (T) -5  | 71  | 30 | 24 | 4 | 2  | 86 | 15 | +71  |
| 2    | Dinamo Batoumi (C)         | 62  | 30 | 18 | 7 | 5  | 58 | 19 | +39  |
| 3    | Kolkheti 1913 Poti         | 57  | 30 | 17 | 6 | 7  | 56 | 27 | +29  |
| 4    | Torpedo Koutaïssi          | 54  | 30 | 15 | 9 | 6  | 51 | 30 | +21  |
| 5    | Odishi Zugdidi             | 49  | 30 | 15 | 4 | 11 | 43 | 51 | -8   |
| 6    | Lokomotiv Tbilissi (P)     | 44  | 30 | 12 | 8 | 10 | 34 | 37 | -3   |
| 7    | FC Merani Tbilissi -7      | 39  | 30 | 13 | 7 | 10 | 39 | 33 | +6   |
| 8    | TSU Tbilisi                | 39  | 30 | 11 | 6 | 13 | 35 | 33 | +2   |
| 9    | Dila Gori                  | 37  | 30 | 11 | 4 | 15 | 31 | 36 | -5   |
| 10   | FC Morkinali Tbilissi (P)  | 36  | 30 | 9  | 9 | 12 | 27 | 37 | -10  |
| 11   | Metalurg Rustavi           | 34  | 30 | 10 | 4 | 16 | 32 | 41 | -9   |
| 12   | Samgurali Tskhaltubo       | 34  | 30 | 9  | 7 | 14 | 31 | 50 | -19  |
| 13   | Sioni Bolnissi -5          | 31  | 30 | 10 | 6 | 14 | 49 | 47 | +2   |
| 14   | Guria Lanchkhuti           | 27  | 30 | 6  | 9 | 15 | 30 | 58 | -28  |
| 15   | FC Magharoeli Chiatura (P) | 26  | 30 | 7  | 5 | 18 | 25 | 59 | -34  |
| 16   | Margveti Zestafoni         | 13  | 30 | 2  | 7 | 21 | 21 | 75 | -54  |

|  | Qualification pour la Ligue de champions 1998-1999                                       |
|  | Qualification pour la Coupe des Coupes 1998-1999                                         |
|  | Qualification pour la Coupe UEFA 1998-1999                                               |
|  | Qualification pour la Coupe Intertoto 1998                                               |
|  | Relégation directe en deuxième division                                                  |
|  | (T) : Tenant du titre (C) : Vainqueur de la Coupe de Géorgie (P) : Promu de Pirveli Liga |

- Le FC Merani Tbilissi a reçu une pénalité de 7 points pour des faits de violence envers l'arbitre de la rencontre face au Dinamo Batoumi. Sioni Bolnissi et le FC Dinamo Tbilissi sont pénalisés de 5 points pour les mêmes raisons.

## Bilan de la saison
| Championnat de Géorgie de football 1997-1998 |                               |
| Champion                                     | FC Dinamo Tbilissi (9e titre) |
| Coupes et trophées                           |                               |
| Vainqueur de la Coupe de Géorgie 1997-1998   | Dinamo Batoumi                |
| Qualifications continentales                 |                               |
| Ligue des champions 1998-1999                | FC Dinamo Tbilissi            |
| Coupe des Coupes 1998-1999                   | Dinamo Batoumi                |
| Coupe UEFA 1998-1999                         | Kolkheti 1913 Poti            |
| Coupe Intertoto 1998                         | Torpedo Koutaïssi             |
| Promotions et relégations                    |                               |
| Promus en Umaglesi Liga                      | Iberia Samtredia              |
| Promus en Umaglesi Liga                      | Arsenal Tbilissi              |
| Relégués en Pirveli Liga                     | FC Magharoeli Chiatura        |
| Relégués en Pirveli Liga                     | Margveti Zestafoni            |